# XXVII. Reserve-Korps (Deutsches Kaiserreich)
Das XXVII. Reserve-Korps (II. Königlich Sächsisches) war ein Großverband der Sächsischen Armee im Ersten Weltkrieg, dem auch württembergische Einheiten angehörten.

## Gliederung
Das Korps war bei Beginn des Ersten Weltkriegs der 4. Armee unterstellt und wie folgt gegliedert:
- 53. Reserve-Division (3. Königlich Sächsische)

- 105. Reserve-Infanterie-Brigade

- Sächsisches Reserve-Infanterie-Regiment Nr. 241
- Sächsisches Reserve-Infanterie-Regiment Nr. 242

- 106. Reserve-Infanterie-Brigade

- Sächsisches Reserve-Infanterie-Regiment Nr. 243
- Sächsisches Reserve-Infanterie-Regiment Nr. 244

- Sächsisches Reserve-Jäger-Bataillon Nr. 25
- Sächsische Reserve-Kavallerie-Abteilung Nr. 53
- Sächsisches Reserve-Feld-Artillerie-Regiment Nr. 53
- Sächsische Reserve-Pionier-Kompanie Nr. 53
- Sächsischer Reserve-Divisions-Brückentrain Nr. 53
- Sächsische Reserve-Sanitäts-Kompanie Nr. 53

- 54. (Württembergische) Reserve-Division

- 107. Reserve-Infanterie-Brigade

- Sächsisches Reserve-Infanterie-Regiment Nr. 245
- Württembergisches Reserve-Infanterie-Regiment Nr. 246

- 108. Reserve-Infanterie-Brigade

- Württembergisches Reserve-Infanterie-Regiment Nr. 247
- Württembergisches Reserve-Infanterie-Regiment Nr. 248

- Sächsisches Reserve-Jäger-Bataillon Nr. 26
- Württembergische Reserve-Kavallerie-Abteilung Nr. 54
- Württembergisches Reserve-Feldartillerie-Regiment Nr. 54
- Sächsische Reserve-Pionier-Kompanie Nr. 54
- Sächsischer Reserve-Divisions-Brückentrain Nr. 54
- Württembergische Reserve-Sanitäts-Kompanie Nr. 54
- Württembergisches Reserve-Feldlazarett Nr. 93
- Württembergisches Reserve-Feldlazarett Nr. 94

Zusätzliche Versorgungseinheiten des Korps
- Sächsische Reserve-Landwehr-Pionier-Kompanie Nr. 21
- Sächsische Reserve-Infanterie-Munitionskolonne Nr. 55
- Sächsische Reserve-Artillerie-Munitionskolonne Nr. 73
- Württembergische Reserve-Artillerie-Munitionskolonne Nr. 74
- Sächsische Reserve-Fuhrpark-Kolonne Nr. 88
- Sächsische Reserve-Fuhrpark-Kolonne Nr. 89
- Sächsische Reserve-Bäckereikolonne Nr. 34
- Württembergisches Reserve-Pferdedepot Nr. 27

## Geschichte

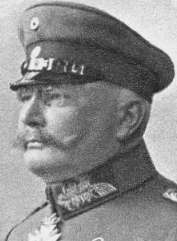
Adolph von Carlowitz

Das Korps wurde mit der Mobilmachung bei Ausbruch des Ersten Weltkriegs am 2. August 1914 aufgestellt. Die Regimenter traten erstmals am 1. September zusammen, die Höheren Stäbe am 11. September. Erst bei Ankunft an der Westfront in Belgien am 11. Oktober trafen die sächsischen und württembergischen Truppen im Armeekorpsrahmen zusammen.
Das Korps bildete den linken Flügel der in Flandern aufmarschierenden 4. Armee, das XXVII. Reserve-Korps hatte in der Ersten Flandernschlacht den Auftrag Ypern einzunehmen. Am 18. Oktober erreichten die Truppen kampflos die Linie Lendelende – Courtrai, am 19. wurden im weiteren Vorgehen die Orte Ledeghem und Moorseele besetzt. Am 20. Oktober 1914 stieß die 54. Reserve-Division über Gheluwet und Wevelghem nach Menen vor. Die 53. Reserve-Division gelangte nicht über Osthoek hinaus. Nach dem Erreichen und Durchschreiten des Weilers Terhand blieben die Verbände im englischen Abwehrfeuer vor Becelaere liegen. Nach Eingreifen der Artillerie konnte der Ort aber eingenommen werden. Die 53. Reserve-Division hatte am linken Flügel des Korps die bei Koelberg kämpfenden Bayern am 21. Oktober unterstützt und musste sich am Abend zwischen Bercelaere und Broodseinde eingraben. Trotz mehrfacher Versuche, über die erreichte Linie hinweg vorzustoßen, mussten die Angriffe nach schweren Verlusten eingestellt werden. Am 22. Oktober befahl General der Infanterie von Carlowitz die Fortsetzung des Angriffes auf Gheluvelt. Dazu musste die 53. Reserve-Division von Terhand aus über den Reutelbeek gegen Vieux-Chien südlich von Becelaere angreifen. Auch dieser Angriff wurde bereits vor dem Erreichen des vorgegebenen Ziels abgeschlagen, die demoralisierten Verbände zogen sich auf ihre Ausgangsstellungen zurück. Am 24. Oktober stürmte die 54. Reserve-Division den Weiler Reutel und versuchte den Polygon-Wald einzunehmen. Die 53. Reserve-Division musste bereits englische Gegenangriffe aus Zonnebeke abwehren. Nach dem Überwinden der ersten englischen Linie blieb der Angriff auf den Polygon-Wald verlustreich liegen. Nach tagelangen Angriffen wurde am Abend des 24. Oktober der Angriff abgebrochen, die erreichten Stellungen mussten am nächsten Tage bereits gegen Gegenangriffe gesichert werden. Anstelle des überforderten General von Carlowitz übernahm am 27. Oktober 1914 General von Schubert das Korpskommando.
Anfang September 1916 wurde das Generalkommando mit beiden Stammdivisionen kurzfristig beiderseits im Raum Clery in der Schlacht an der Somme eingesetzt. Am 6. September 1916 übernahm General der Infanterie von Ehrenthal am linken Flügel der 1. Armee das Kommando, durch Einschieben der zusätzlich unterstellten 13. Division wurden zwecks leichterer Verteidigung gegenüber den französischen Massenangriffen schmälere Abschnitte geschaffen.
Im November 1916 erfolgte der Abtransport des Korps an die Ostfront und die Zuweisung an den südlichen Abschnitt der Südarmee an der Narajowka. Während der Kerenski-Offensive scheiterten im Juli 1917 auch alle Angriffe der russischen 7. Armee gegen den Südflügel Bothmers. Das dort eingesetzte Korps behauptete sich mit der unterstellten 75. und 53. Reserve-Division in seinen Stellungen. Schon am 22. September übernahm das XVIII. Korps (Gruppe Schenk) den Abschnitt.
Ab Dezember 1917 bis Kriegsende wurde das Korps wieder an der Westfront überwiegend zwischen Oise und Aisne eingesetzt.

## Gefechtskalender

### 1914
- 18. Oktober bis 30. November --- Erste Flandernschlacht
- 1. Dezember bis 21. April --- Stellungskämpfe an der Yser

### 1915
- 22. April bis 25. Mai --- Kämpfe um Ypern
- 26. Mai bis 17. September --- Stellungskämpfe an der Yser
- 17. September bis 1. Oktober --- Reserve der OHL bei der 4. Armee
- 3. bis 28. Oktober --- Herbstschlacht in der Champagne
- 28. Oktober bis 31. März --- Reserve der OHL

### 1916
- 31. März bis 23. Juni --- Stellungskämpfe in Flandern und Artois
- 24. Juni bis 7. Juli --- Erkundigungs- und Demonstrationsgefechte der 6. Armee
- 7. Juli bis 30. August --- Stellungskämpfe in Flandern und Artois
- 1. bis 15. September --- Schlacht an der Somme
- 22. September bis 9. Oktober --- Stellungskämpfe im Artois
- 10. Oktober bis 12. November --- Stellungskämpfe in der Champagne
- 12. bis 23. November --- Reserve der OHL und Transport nach dem Osten
- 23. November bis 20. Juli --- Stellungskämpfe an der Narajowka, zwischen Narajowka und Zlota-Lipa und an der Ceniowka

### 1917
- 21. bis 30. Juli --- Verfolgungskämpfe in Ostgalizien
- 30. bis 31. Juli --- Bilki-Bach, Erstürmung von Niwar und Zalesie
- 31. Juli bis 2. August --- Kämpfe um den Zbrucz
- 3. August bis 30. November --- Stellungskämpfe am Zbrucz
- 30. November bis 17. Dezember --- Reserve der OHL und Transport nach dem Westen
- 18. Dezember bis 24. Januar --- Grenzschutz an der belgisch-holländischen Grenze

### 1918
- 25. Januar bis 15. Februar --- Stellungskämpfe in Flandern
- 22. Februar bis 20. März --- Stellungskämpfe im Artois und Aufmarsch zur Großen Schlacht in Frankreich
- 21. März bis 6. April --- Große Schlacht in Frankreich
- 7. bis 12. April --- Kämpfe an der Ancre, Somme und Avre
- 16. April bis 13. Juni --- Stellungskämpfe vor Verdun
- 14. Juni bis 4. Juli --- Stellungskämpfe zwischen Oise, Aisne und Marne
- 5. bis 17. Juli --- Stellungskämpfe westlich Soissons
- 18. bis 25. Juli --- Abwehrschlacht zwischen Soissons und Reims
- 26. Juli bis 3. August --- Bewegliche Abwehrschlacht zwischen Marne und Vesle
- 4. bis 16. August --- Stellungskämpfe zwischen Oise und Aisne
- 17. August bis 4. September --- Abwehrschlacht zwischen Oise und Aisne

## Kommandierender General
| Dienstgrad             | Name                  | Datum                                  |
| ---------------------- | --------------------- | -------------------------------------- |
| General der Infanterie | Adolph von Carlowitz  | 1. September bis 26. Oktober 1914      |
| General der Artillerie | Richard von Schubert  | 27. Oktober 1914 bis 6. September 1916 |
| General der Infanterie | Oskar von Ehrenthal   | 6. September 1916 bis 15. Juni 1917    |
| General der Kavallerie | Hans Krug von Nidda   | 16. Juli 1917 bis 9. September 1917    |
| Generalleutnant        | Bernhard von Watzdorf | 9. September 1917 bis 22. Februar 1919 |